# Єсипова Раїса Давидівна
Єсипова Раїса Давидівна — російська акторка.
Народилася 5 березня 1906 р. Закінчила кіношколу Б. В. Чайковського.
Померла 6 листопада 1994 року.

## Фільмографія
Дебютувала у кіно в 1925 р. в стрічці «В тилу у білих».
Потім знімалась у фільмах; «Бог війни» (1929), «Суд повинен тривати» (1931), «Жінка» (1932), «Ми з Кронштадта» (1936), «Сім'я Оппенгейм» (1938) та ін.
Грала тітку Лізу в українській кінокартині «Круті сходи» (1957).